# Purple Ribbon All-Stars
Purple Ribbon All-Stars és un grup de southern rap pertanyent a Purple Ribbon Records (distribuït a través de Virgin Records).

## Membres
- Big Boi
- Killer Mike
- Konkrete
- Janelle Monáe
- Scar

## Discogràfica

### Àlbums
- Got That Purp? Mixtape
- Got Purp? Vol 2

### Senzills
- 2005 "Kryptonite (I'm on It)"